# Ака (народ)
Ака (также известны как хрусо или хруссо) — народ  в северо-восточной Индии. Проживает главным образом в округе Западный Каменг штата Аруначал-Прадеш. По данным Ethnologue численность этноса составляет около 4 тыс. человек. Язык относится к тибето-бирманской семье, довольно сильно изолирован от языков соседних этносов. Уровень грамотности около 48%.

## Образ жизни
В традиционном обществе была широко распространена полигамия, допускались близкородственные браки. Основу деятельности составляет земледелие, из домашних животных разводят гауров. Основу пищи составляет маис и просо. Жилища ака представляют собой удлинённые дома, сделанные из бамбука, дерева и листьев тростника. Обычно дом делится на 3 секции.

## Культура
Имеются сильные культурные влияния с народом миджи, распространены межэтнические браки с этим народом. Искусство представлено плетением корзин, резьбой по дереву и различными ремёслами. Традиционной религией ака являются анимистические верования. Тем не менее, длительные контакты с соседними народами привели к тому, что буддизм и индуизм также оказали заметное влияние на культуру.